# 경암동
경암동(京岩洞)은 대한민국의 전북특별자치도 군산시의 동이다.

## 개요
경암동은 1980년대 제3토지 구획정리지구로서 주거지역과 준공업지역으로 구성되어 있다. 경암로터리 및 시외·고속버스 터미널 등 교통 중심지역이며, 이마트 입점으로 상권 중심지를 형성하고 있다. LNG(천연가스) 복합화력발전소가 있다.

## 연혁
- 1914년 : 옥구군 개정면 구암리
- 1937년 : 군산부 구암정
- 1949년 : 군산시 구암동
- 1954년 : 구암동 일부와 경포동을 합쳐 경암동으로 칭함.

## 교육
- 군산구암초등학교

## 유통
- 이마트 군산점